# 9th Wonder
Patrick Denard Douthit, mais conhecido pelo nome artístico 9th Wonder, é um produtor musical e beatmaker de Hip Hop, DJ, palestrante e rapper de Winston-Salem, Carolina do Norte, EUA. Ele começou sua carreira como produtor principal do grupo Little Brother em Durham, Carolina do Norte, e também trabalhou com Mary J. Blige, Jean Grae, Wale, Jay-Z, Murs, Drake, Buckshot, Chris Brown, Destiny's Child, J. Cole, Kendrick Lamar, Erykah Badu, Ludacris, Mac Miller, David Banner, Lecrae, Jill Scott, Big Boi, Rapsody, 2 Chainz, Nipsey Hussle, entre outros. Em 2010, o 9th Wonder começou a rimar também utilizando o nome de 9thmatic. 9th Wonder tem um estilo de produção suave e comovente que se baseia em samples de artistas como Al Green e Curtis Mayfield.

## Biografia
O primeiro passo significativo na carreira de 9th Wonder foi em 2003, quando, como um produtor promissor, ele lançou um álbum intitulado God's Stepson contendo remixes do disco de Nas de 2002, God's Son. Lançado pela Internet, o álbum God's Stepson atraiu atenção significativa e ganhou uma certa notorieadade nos Estados Unidos.
9th Wonder começou sua carreira como produtor musical do grupo Little Brother. Como parte de Little Brother, ele ganhou reconhecimento e aclamação da crítica por sua produção no lançamento de estreia do grupo em 2003, intitulado The Listening. 
Em 2003, o engenheiro de estúdio de Jay-Z, Young Guru, ficou impressionado com os instrumentais (beats) de 9th Wonder, logo entrando em contato com o mesmo. Eventualmente, 9th Wonder conheceu o Jay-Z e produziu a música Threat para o disco The Black Album. 
A música Threat foi um grande avanço para 9th Wonder. Em 2004, ele conseguiu produzir músicas no álbum Destiny Fulfilled de Destiny's Child, sendo que o Jay-Z foi fundamental para ajudar a realizar essa parceria musical. No álbum Destiny Fulfilled, 9th Wonder produziu as faixas Girl e Is She the Reason, além da faixa bônus Game Over.
Em 2007, 9th Wonder deixou o grupo Little Brother.

## Características musicais
9th Wonder tem como principal característica e especialidade o uso de diversos samples em seus instrumentais (beats). Ele possui habilidade em alterar o pitch do sample e em cortar pequenos trechos de outras músicas, suas produções novas acabam deixando muitas vezes as músicas originais utilizadas totalmente irreconhecíveis. Ele também adiciona aos samples picotados baterias eletrônicas com um swing de Boom Bap. Normalmente, ele utiliza como principais ferramentas uma MPC 2500 da Akai, o DAW FL Studio e um toca-discos de vinil para efetuar a captação dos samples.
Pode-se observar que os vocais picotados de músicas antigas de Soul, geralmente alterados para um pitch mais agudo, estão bem presentes nos beats de 9th Wonder.

## Professor de Hip Hop na Universidade
Em 2007, 9th Wonder e o Christopher "Play" Martin do grupo de Hip Hop Kid-n-Play, foram nomeados Artistas Residentes pelo Chanceler da Universidade Central da Carolina do Norte. Logo, 9th Wonder começou a instruir uma aula de história do Hip Hop no Departamento de Música da NCCU.
Seu papel como professor de música provou ser contínuo, pois em janeiro de 2010 foi anunciado que 9th Wonder iria co-ministrar uma aula chamada de Sampling Soul com o Dr. Mark Anthony Neal na Duke University. Em entrevista ao HitQuarters, ele explicou a sua motivação e inspiração para dar aulas: "Educar os jovens sobre a origem e a história do Hip-Hop, usando os discos que usamos, dá ao Hip-Hop uma vida mais longa. Decidi me tornar um defensor disso". 9th Wonder também leciona um curso intitulado Introdução à produção de Hip Hop.

## Produções

### Álbuns Solo
| Informações do Álbum                                                            |
| ------------------------------------------------------------------------------- |
| Dream Merchant Vol. 1 - Lançado em: 2005 - Selo: 6 Hole Records                 |
| Dream Merchant Vol. 2 - Lançado em: 2007 - Selo: 6 Hole Records                 |
| The Wonder Years' - Lançado em: 2011 - Selo: It's A Wonderful World Music Group |
| Tutankhamen (Valley of the Kings) - Lançado em: 2012 - Selo: 6 Hole Records     |
| Bladey Mae (Grandma's Blades) - Lançado em: 2013 - Selo: 6 Hole Records         |
| Zion - Lançado em: 2016 - Selo: It's A Wonderful World Music Group              |
| Zion II - Lançado em: 2017 - Selo: It's A Wonderful World Music Group           |
| Zion III - Lançado em: 2018 - Selo: It's A Wonderful World Music Group          |
| Zion IV - Lançado em: 2019 - Selo: It's A Wonderful World Music Group           |

### com o Little Brother
| Informações do Álbum                                               |
| ------------------------------------------------------------------ |
| The Listening - Lançado em: 2003 - Selo: ABB Records               |
| The Minstrel Show - Lançado em: 2005 - Selo: Atlantic, ABB Records |